# Waw (bokstav)
Waw (wāw "krok") eller wow är den sjätte bokstaven i de semitiska abjaderna, inklusive feniciska wāw 𐤅, arameiska waw 𐡅, hebreiska vav syriska waw ܘ och arabiska wāw   sjätte i abjad-ordningen ; 27:e i modern arabisk ordning).
Den representerar konsonanten [w]

 i klassisk hebreiska och [v]

 på modern hebreiska, såväl som vokalerna [u]

 och [o]

. I text med niqqudläggs en prick till vänster eller ovanpå bokstaven för att ange de två vokaluttalen.
Det är ursprunget till grekiska Ϝ (digamma) och Υ (upsilon), kyrilliska У och V, latinska F och V och senare Y, och de härledda latinska eller romerska bokstäverna U och W.